# Kopalnia Węgla Kamiennego Zabrze

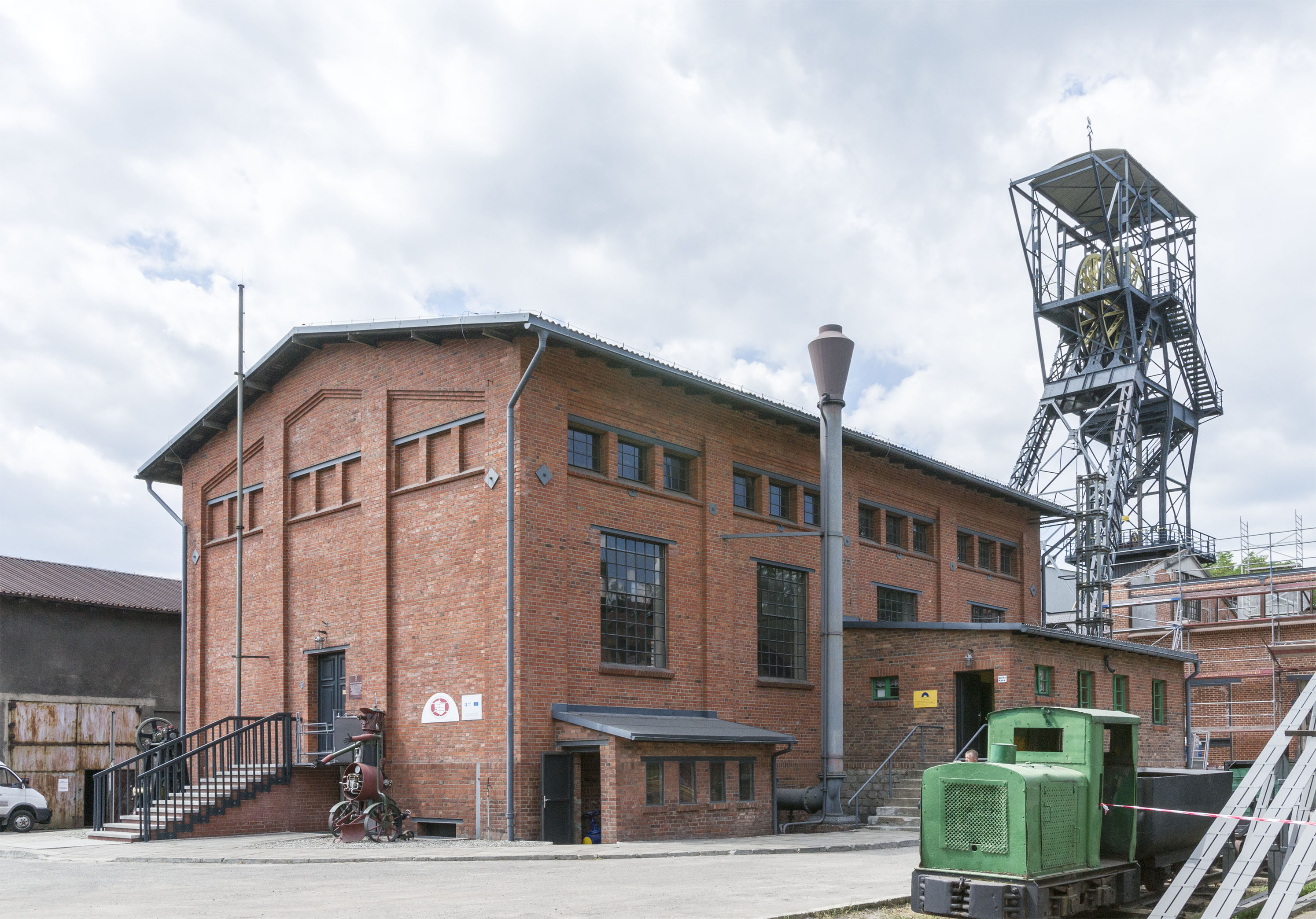
Tagesanlagen (museal) von Luise Westfeld mit Gerüst Schacht Carnall

Das Bergwerk Königin Luise (poln. Kopalnia Węgla Kamiennego Zabrze, auch Królowa Luiza) ist ein stillgelegtes Steinkohlenbergwerk in Polen in der Stadt Zabrze.

## Geschichte
Von der preußischen Staatsverwaltung zur Suche nach Steinkohle beauftragt, fand am 24. November 1790 der Bergbauingenieur Solomon Isaac zu Pless (in manchen Quellen auch Salomon Isaak von Brabant) im Tal Czarniawki von Paulsdorf bei Zabrze auf der Erdoberfläche ein meterdickes Kohleflöz (später Einsiedel oder Flöz 501 genannt). 1791 wurden bei mehreren Bohrungen weitere Kohlenflöze im Bereich Zaborze und Poremba gefunden und so bildet das Jahr 1791 die Geburtsstunde des Bergwerks, das ab 1811 zu Ehren der im Jahr zuvor verstorbenen Königin Luise Königin-Luise-Grube hieß. Es besaß 1926 eine Berechtsame von insgesamt 19,60 km².

### Königin Luise

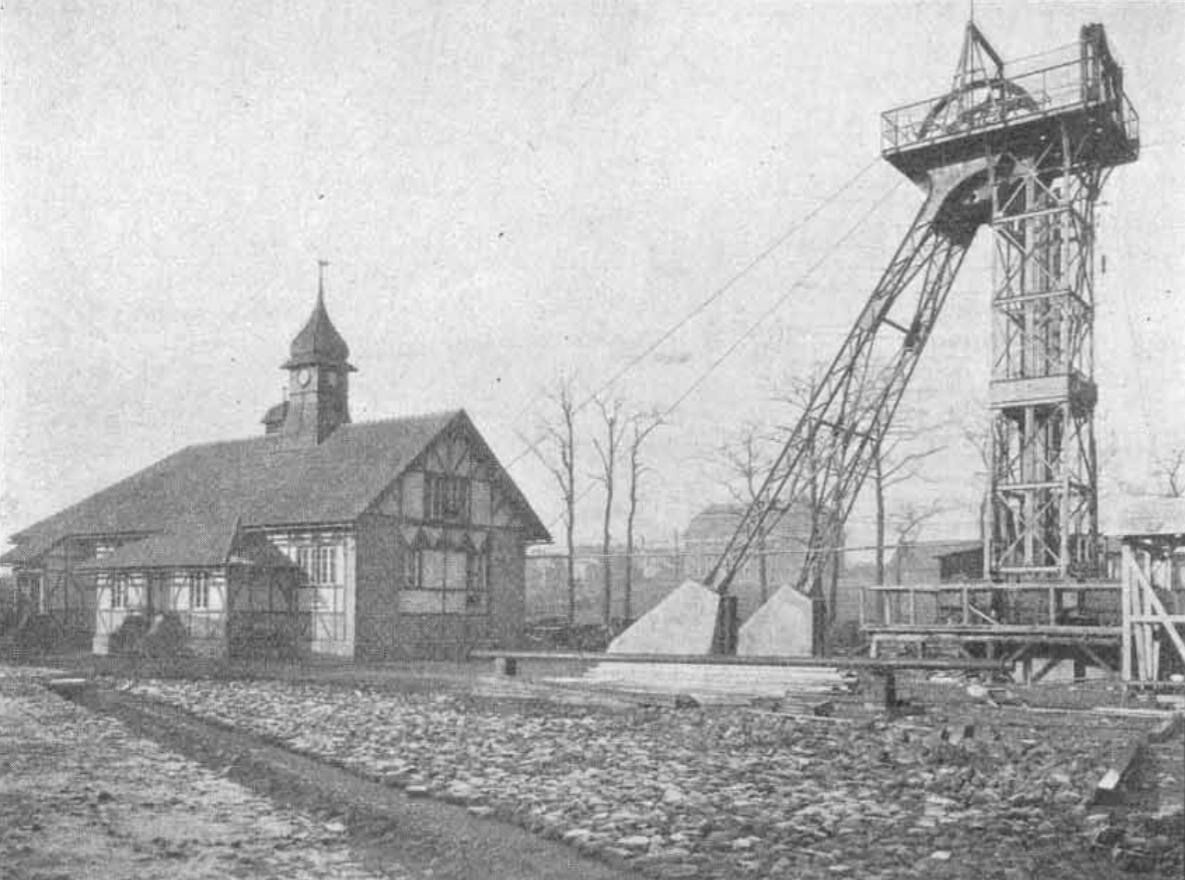
Glückaufschacht in Zabrze

Die erste Kohle wurde teils im Tagebau, teils durch flach abfallende Stollen abgegraben. Die erste Wasserhaltung erfolgte 1795 mittels einer dampfbetriebenen Pumpe. Das Unternehmen beschäftigte anfänglich 63 Mitarbeiter. Die Königliche Eisengießerei in Gleiwitz führte im Jahr 1796 die ersten Versuche auf dem europäischen Festland zur Herstellung von Hochofenkoks durch. Die Hütte wurde zur Hauptabnehmerin der Bergwerkskohle.
Im Jahre 1817 beschäftigte das Bergwerk bereits 190 Mitarbeiter; deren Familien lebten in Kolonien von Małe Zabrze und Pawłów. Das Problem der Grubenentwässerung für Königin-Luise und weitere Zechen auch aus dem entfernter gelegenen Gebiet von Königshütte wurde durch den Bau des Hauptschlüssel-Erbstollens gelöst, mit dem 1799 begonnen wurde und der 1868 vollendet wurde. Das Wasser des 14 km langen Stollens wurde in die Klodnitz und später in den Klodnitzkanal abgeleitet. Dieser Kanal war mit einer Breite von 1,50 m und einer Höhe von 1,80 m so ausgelegt, dass auf ihm Boote mit einer Traglast von 4 Tonnen Kohle untertage direkt von den Schächten zum Stollenmund fahren und die Kohle abtransportieren konnten.
Da das Bergwerk aufgrund einer Kabinettsordre von 1822 mit einer Berechtsame von fast 19,60 km² über ein für damalige Verhältnisse riesiges Baufeld verfügte, wurde es frühzeitig in ein Westfeld (Lage) und ein Ostfeld (Lage) aufgeteilt. Bereits 1837 waren diejenigen Lagerstätten im Westfeld, die durch den Erbstollen gelöst werden konnten, erschöpft. Deshalb teufte man zwischen 1838 und 1842 den ersten Tiefbauschacht Dechen ab; er lag mit 73 m Tiefe 35 m unter dem Erbstollen. Zur Wasserhaltung wurde eine dampfbetriebene Pumpe eingesetzt. In den nächsten Jahren wurden in diesem Bereich drei weitere Schächte niedergebracht, die bereits Teuftiefen von 200 m erreichten: Maria (300 m südwestlich von Dechen), Oeynhausen und Skalley. 1858 teufte man den Schacht Krug (140 m) ab, 1868 im Tagebaugebiet von Königin Luise den Schacht Carnall (200 m). Dieser Schacht erhielt 1877 ein Fördergerüst aus Schmiedeeisen, damals ein Novum. Im Jahre 1894 wurde für eine ausreichende Bewetterung ein erster großer Lüfter mit einem Durchsatz von 2000 m³ pro Minute installiert. Auch errichtete man 1884 eine erste Sortieranlage, um ein differenziertes Kohleangebot für den Markt bereitzustellen.
Im Jahr 1870 begann man an der Grenze von Zaborze und Poremba die Schächte Poremba I-IV abzuteufen und damit die Erschließung des Ostfeldes einzuläuten. Die Errichtung einer Separation zur Aufbereitung der Kohle erfolgte hier einige Jahre nach der im Westfeld.
In beiden Feldern fand ein Spülversatz mit Sand dort statt, wo Schäden durch Bergsenkungen zu erwarten waren. Von den im Jahr 1913 insgesamt produzierten 2,32 Mio. Tonnen Steinkohlen wurden 61 % mit der Bahn zu weiter entfernten Kunden transportiert, zumeist in das Hüttenwerk nach Gleiwitz/Gliwice, aber auch in der unmittelbaren Umgebung verkokt. Die Kokerei beim Schacht Poremba wurde 1884, die bei Skalley 1890 durch Fritz von Friedlaender-Fuld errichtet. Auch das Gaswerk der Stadt Zabrze produzierte sein Stadtgas aus der Kohle des Bergwerks.
Nach der Volksabstimmung 1922 und der damit verbundenen Teilung Oberschlesiens verblieb das Bergwerk beim Deutschen Reich; seine Verwaltung ging auf die Preussag (Preußische Bergwerks- und Hütten Aktiengesellschaft) über. In dieser Zeit hatte Königin Luise 14 Schächte und West- sowie Ostfeld wurden gemeinsam verwaltet und erhielten eine gemeinsame 41,5 m hohe Kohlenwäsche.
Zunächst wurde die Produktion auf der 560-m- und der 640-m-Sohle ausgeweitet und für den Transport wurden Schüttelrutschen und Förderbänder benutzt. Außerdem setzte man unter Tage 28 Elektroloks auf einer Gesamtstrecke von 32 km Länge ein.
Nach einem massiven Produktionsabbau während der Weltwirtschaftskrise (1929: 2,654 Mio. t; 1932: 1,068 Mio. t) gab es während der NS-Herrschaft aufgrund einer boomenden Rüstungsindustrie wieder eine erhöhte Nachfrage nach Steinkohle und dadurch eine Zunahme der Beschäftigtenzahl. So wurde im Westfeld 1937 837.405 t und im Ostfeld zum gleichen Zeitpunkt 1,751 Mio. t Kohle gefördert. Beide Felder besaßen drei Förderschächte, das Westfeld von Schönaich 240 m (Seilfahrt; einziehender Wetterschacht), von Krug 240 m und von Carnall 516 m (Seilfahrt; einziehend) das Ostfeld Poremba I 390 m (Doppelförderung), III 260 m (Seilfahrt; einziehender Wetterschacht) und IV 630 m (Seilfahrt; einziehender Wetterschacht). Weitere Tagesschächte waren im Westfeld Glückauf 191 m (Seilfahrt; einziehender Wetterschacht), Georg 245 m (Seilfahrt; einziehender Wetterschacht), Wilhelmine 400 m (Seilfahrt; ausziehend) Ruda 230 m (ausziehender Wetterschacht) und Zabroze 245 m (ausziehender Wetterschacht), im Ostfeld Poremba II 390 m (einziehend) Hermann 303 m (Seilfahrt; einziehend) und Paul 355 m (ausziehend).
Auch der Zweite Weltkrieg selbst führte zu einer erhöhten Nachfrage nach Rohstoffen, die nur durch die Erhöhung der Arbeitszeit und ab 1940 durch den Einsatz von Zwangsarbeitern und Kriegsgefangenen teilweise befriedigt werden konnte. Trotz dieser Zwangsmaßnahmen begann ab 1943 die Produktion auch wegen einer unzureichenden Nahrungsversorgung der Bergleute zu sinken.
Am 24. Januar 1945 wurden die Stadt Zabrze sowie die Bergwerke ohne große Kämpfe von der sowjetischen Armee besetzt. Bis zum 19. März wurden viele der in Zabrze verbliebenen Bergleute und andere Männer zur Zwangsarbeit in die Sowjetunion deportiert. Viele von ihnen kehrten nie in ihre Heimat zurück. Das Bergwerk Luiza (zwischenzeitlicher Name für Königin Luise) konnte dank der Fürsprache der Kommunisten vor Ort die Abschiebung seiner Belegschaft verhindern. Zur weiteren Entwicklung siehe KWK Zabrze.

### KWK Zabrze
Nach der Übertragung der Schachtanlagen Königin Luise Ost und West von der Militärverwaltung auf die Gliwice Union für Kohleindustrie erhielt das Bergwerk den Namen Zabrze. Das Ostfeld (Zabrze Wschód) besaß die fünf Schächte Poremba Ia, Ib, II, III und IV mit einer Tiefe von 320 bis 660 m, den Schacht Herman (316 m) für den Bergeversatz sowie den Wetterschacht Paweł (340 m). Der Abbau erfolgte auf drei Sohlen in 200 m, 340 m und 400 m Tiefe.
Das Westfeld (Zabrze Zachód) verfügte über vier Schächte, von denen zwei im neunzehnten Jahrhundert gebaut worden waren (siehe Königin Luise). Die Gewinnung der Kohle auf den 250-m-, 500-m- und 560-m-Sohlen war bereits abgeschlossen, so dass hier neue Abbauebenen zu erschließen waren. Man versuchte dieses „auf Verschleiß fahren“ während der Kriegszeiten durch den Einsatz von deutschen Gefangenen zu beheben und setzte in den 1950er Jahren sogar Frauen als Arbeitskräfte unter Tage ein. Im Laufe von zwei Jahren normalisierte sich aber die Situation und so konnten beide Schachtanlagen schon 1947 wieder 2,21 Mio. Tonnen Kohle fördern.
1956 wurde im Ostfeld die 560-m-Sohle aufgeschlossen und von dort die erste Kohle zu Tage gehoben. Ende 1956 wurde die Teilung in West- und Ostfeld endgültig aufgegeben und der größte Teil der Kohle von Osten her aufgeschlossen und gefördert. Nur die östliche (linke) Förderung von Schacht Carnall (jetzt als Zabrze II bezeichnet) blieb bis 1973 in Betrieb.
Im Jahr 1960 wurde mit dem sogenannten Roofmaster der erste voll mechanisierte Streb mit einer Länge von 220 m gefahren. Die Fortschritte bei der so mechanisierten Kohlengewinnung waren so groß, dass man 1964 einen Weltrekord mit 114.617 Tonnen in 31 Tagen aufstellen konnte. Aber nicht alle Ergebnisse waren gleichermaßen erfolgreich. So erwies sich der Aufschluss der 780-m-Sohle als wenig erfolgreich, weil die Flöze der 600er-Gruppe geologische Verwerfungen aufwiesen und sich eine aus der Sowjetunion importierte Skip-Förderung im Schacht Poremba V als fehlerhaft herausstellt. Deshalb wurde dieser Schacht mit einem Betonförderturm mit zwei vierstöckigen Förderkörben und zwei Skipgefäßen zur Erzförderung ausgestattet.
Im Rückblick ist festzustellen, dass das Bergwerk Königin Luise/Zabrze von größeren Unfällen verschont geblieben ist. Obwohl in den 1950er Jahren vor allem ungelernte Arbeitskräfte zu Tode kamen oder verkrüppelt wurden, geschah das einzige schwere Unglück am 12. September 1961, als während der Seilfahrt der Korb aus den Spurstangen ausbrach und in den Schacht zurückfiel. Damals kamen über ein Dutzend Bergleute zu Tode.
Die Letzte auf Zabrze selbst geförderte Kohle wurde am 31. März 1998 auf Poremba zu Tage gehoben. Danach wurden die meisten Schächte verfüllt und alle Tagesanlagen des Ostfeldes vollständig abgerissen. Nur Schacht Carnall im Westfeld blieb offen und wird heute museal genutzt.

### Förderzahlen
Förderung: 1873: 826.874 t; 1913: 2,32 Mio. t; 1938 Ostfeld: 1,93 Mio. t, Westfeld 772.430 t; 1970: 2,50 Mio. t; 1979: 6,22 Mio.

## Gegenwart
Von 1976 bis zum Jahr 2000 wurden einige der noch zu Zabrze gehörenden Kohlenfelder vom Bergwerk Bielszowice aus abgebaut, so dass das Bergwerk zwischenzeitlich den Namen Zabrze-Bielszowice trug.
Das Bergwerksgelände des Ostfeldes ist vollständig geräumt. Auf dem des Westfeldes befindet sich eine Abteilung des Besucherbergwerks Guido.